# Orville (Orne)
Orville foi uma comuna francesa na região administrativa da Normandia, no departamento Orne. Estendia-se por uma área de 7,17 km². Em 2010 a comuna tinha 102 habitantes (densidade: 14,2 hab./km²).
Em 1 de janeiro de 2016, passou a formar parte da nova comuna de Sap-en-Auge.